# Mauchline
Mauchline (/ˈmɒxlɪn/; gaélique écossais : Machlainn) est une ville et une paroisse civile de l'East Ayrshire, en Écosse .

## Géographie
Au recensement de 2011, la ville était peuplée de 4 105 habitants. 
La ligne de chemin de fer de la Glasgow and South Western Railway passe à proximité. La localité est à 13 km à l'est-sud-est de Kilmarnock et à 18 km au nord-est d'Ayr. Elle est située sur un versant en pente douce, à environ 1,6 km de la River Ayr qui coule au sud de l'agglomération.
Autrefois, Loch Brown était à 1,6 km à l'ouest de la ville mais a été asséché quand la ligne de chemin de fer de Kilmarnock a été construite.  
Bruntwood Loch, était autrefois un site important pour le gibier d'eau mais a été asséché également et mis en culture au XVIIIe siècle.

## Histoire

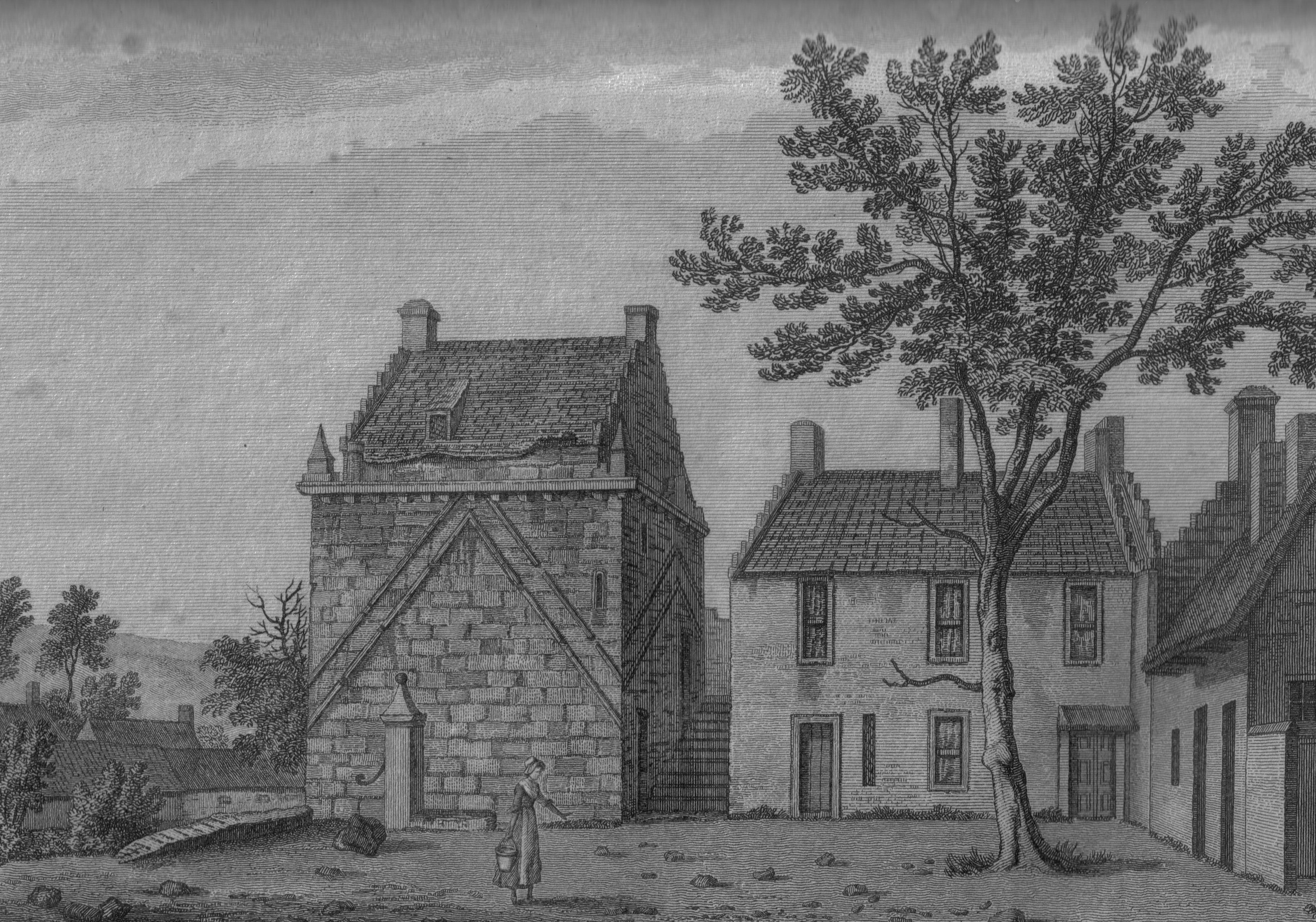
Le château en 1790.

En 1165, Walter fitz Alan, premier grand sénéchal royal d'Écosse, donne la terre aux Cisterciens de Melrose. À cette époque, la paroisse s'étendait jusqu'aux abords du Lanarkshire, à Glenbuck. Les moines construisent alors une abbaye dont on peut encore voir les ruines connues sous le nom de « Hunters Tower » ou, plus récemment de « Château de Mauchline ». 
James IV l'élève au rang de baronnie en 1510 et lui octroie une charte en 1610. Les documents relatifs à ces décisions n'ont pas été conservés : on pense qu'ils ont été détruits par un incendie des archives de la « Register House », à Édimbourg, au XVIIe siècle. Un tunnel est censé relier le château de Mauchline à celui de Kingencleugh.
Après la Réformation, Mauchline passe au duc de Loudoun (Earl of Loudoun).

### La « Scottish Reformation »

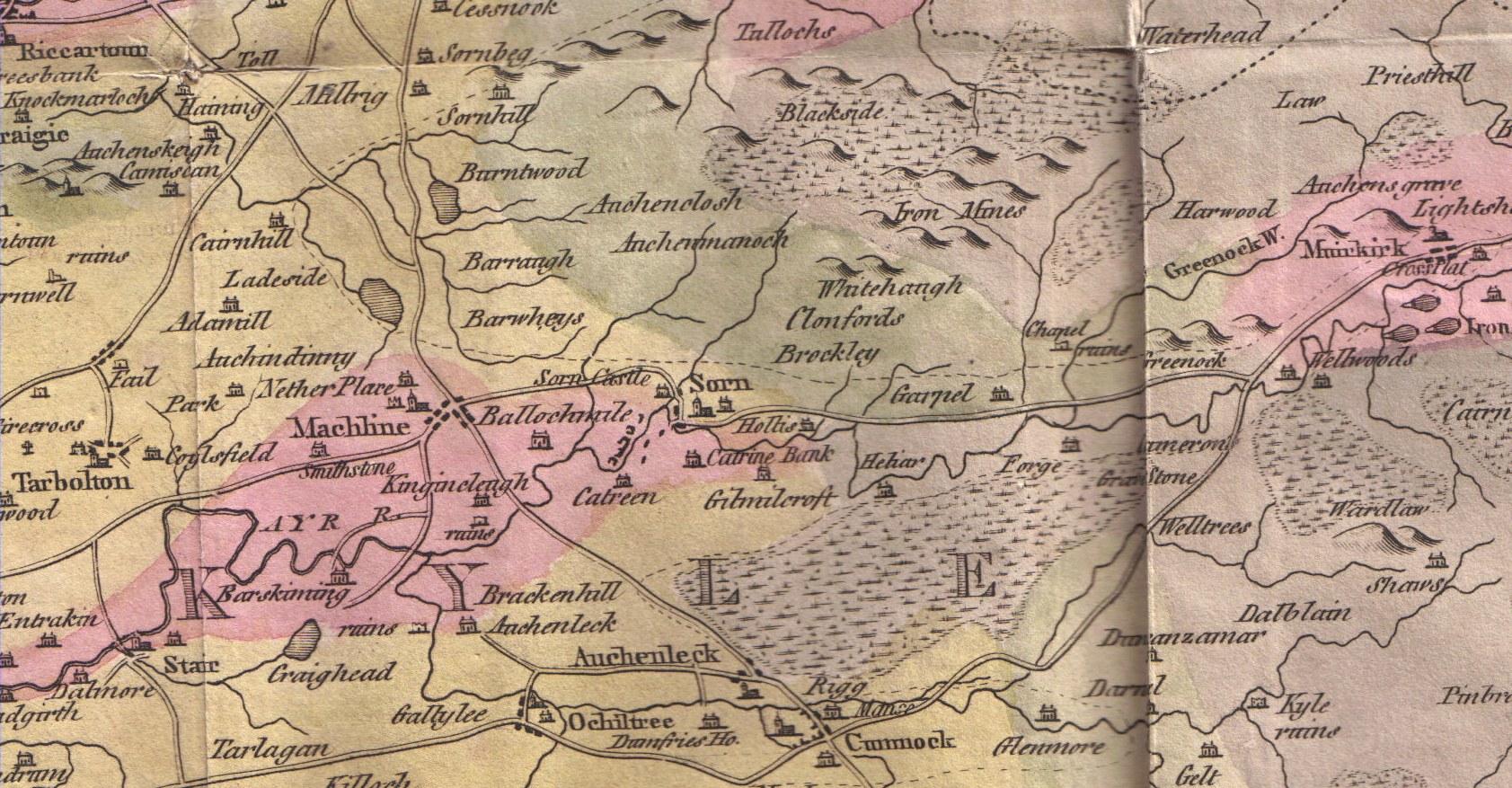
Carte de William Aiton, Mauchline et ses environs, 1811.

En 1544 George Wishart, un influant pasteur protestant se rend à  Mauchline mais trouve les portes de l'église Saint Michael fermées pour lui en interdire l'accès. Il s'installe alors à « Mauchline Moor » et se met à prêcher pendant trois heures devant une importante assistance sous les yeux du shérif d'Ayr et des forces de police. 
Quand le parlement de l'Écosse adopte la Scots Confession de 1560, la « réformation » est immédiatement acceptée à Mauchline.
John Knox a aussi prêché à Mauchline en 1599, à son retour d'exil en France et en Suisse. 
Plus tard, Mauchline fut un lieu d'accueil des Covenantaires. Le Reverend George Young, signe le « Covenant act » dans Greyfriars Church à Édimbourg en 1633 et souscrit aux Solemn League and Covenant en 1643. Plusieurs affrontements eurent lieu pendant les Guerres des Trois Royaumes.  
La Battle of Mauchline Muir a eu lieu en 1648 entre les Covenantaires et les troupes royalistes. Un drapeau des Covenantaires de cette époque se trouve encore dans l'église. Ce drapeau a aussi été utilisé aux batailles de Drumlog et de Bothwell Brig. 
En 1684, le Covenantaire James Smith est blessé à Burn of Ann, à Kyle. Il est emmené à Mauchline où il meurt en prison. En 1685, cinq hommes de la ville sont extraits de leurs domiciles et tués. Un monument est placé sur leur tombe (déplacé en 1861 et remplacé par un socle, le monument original étant mis en place sur le mur du cabanon de l'école où il est encore).

### Commerce

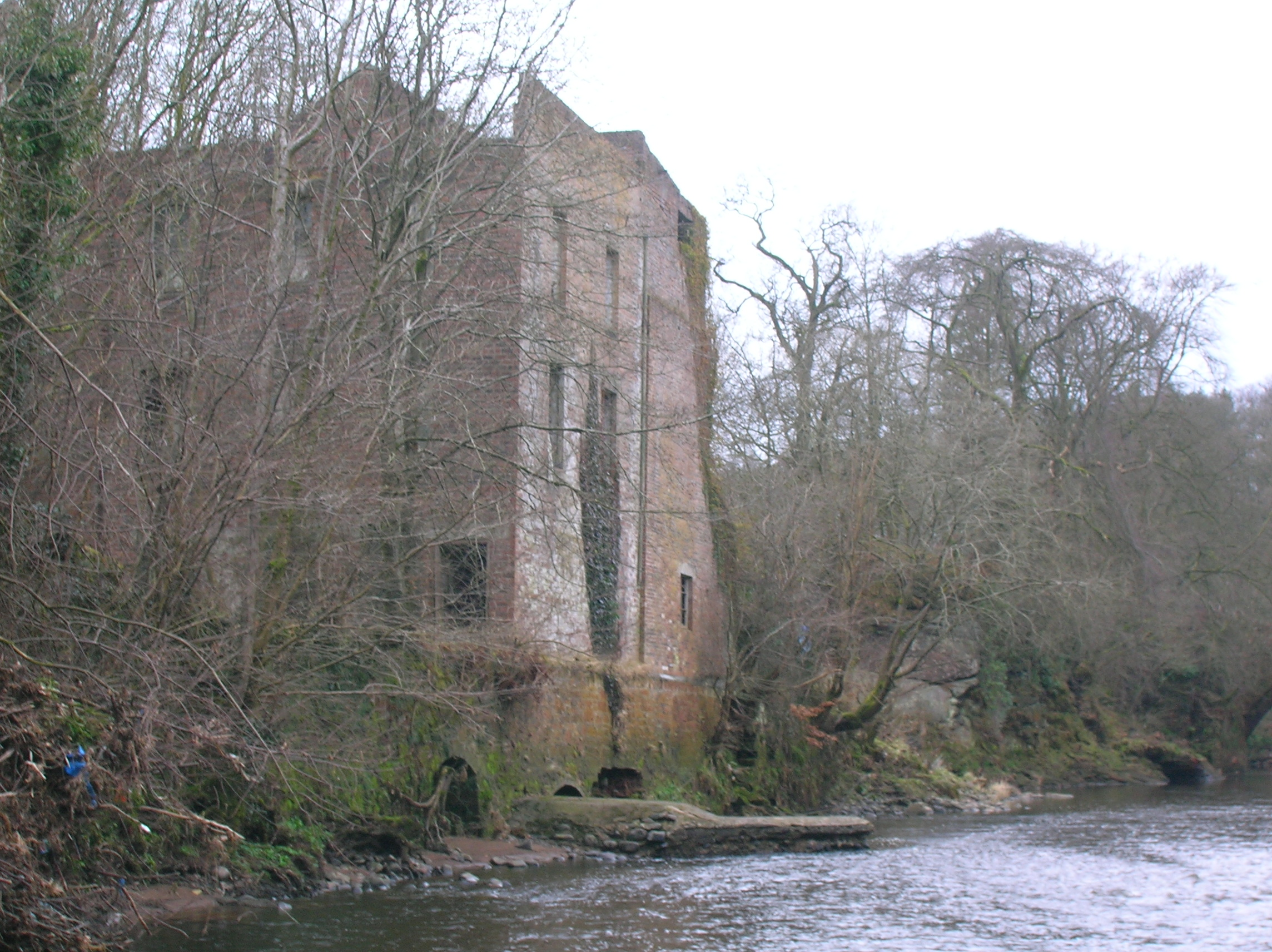
Ruines de moulin, River Ayr.

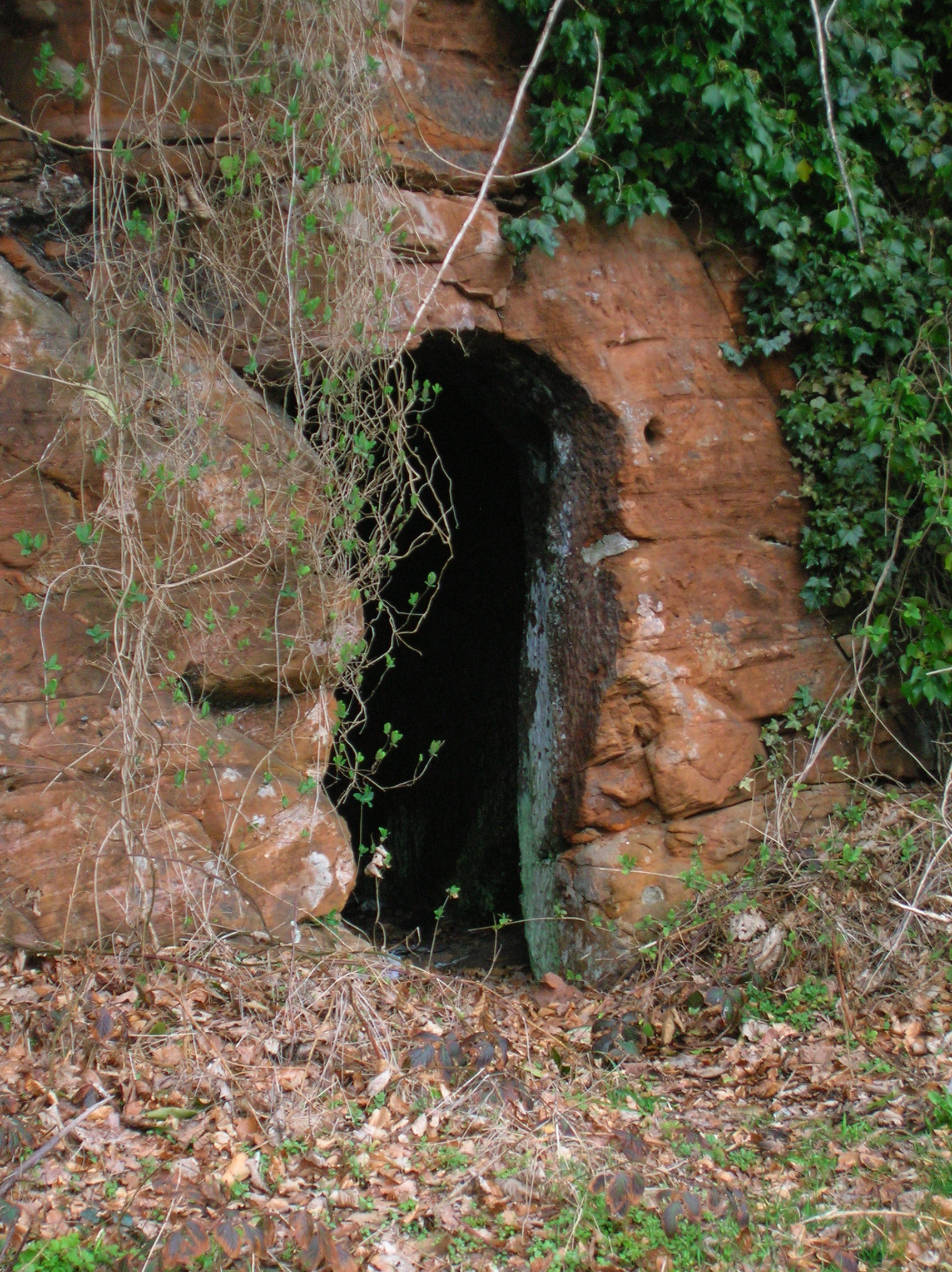
« Sandstone Cave » près d'Old Barskimming Bridge.

Le village a connu une activité de carrières de pierre (200 ouvriers au XIXe siècle, fermeture vers 1950), de fabrique de cloches (John "Clockie" Brown est enterré dans le cimetière, fermeture au XIXe siècle) et production de boules de curling.

## Robert Burns

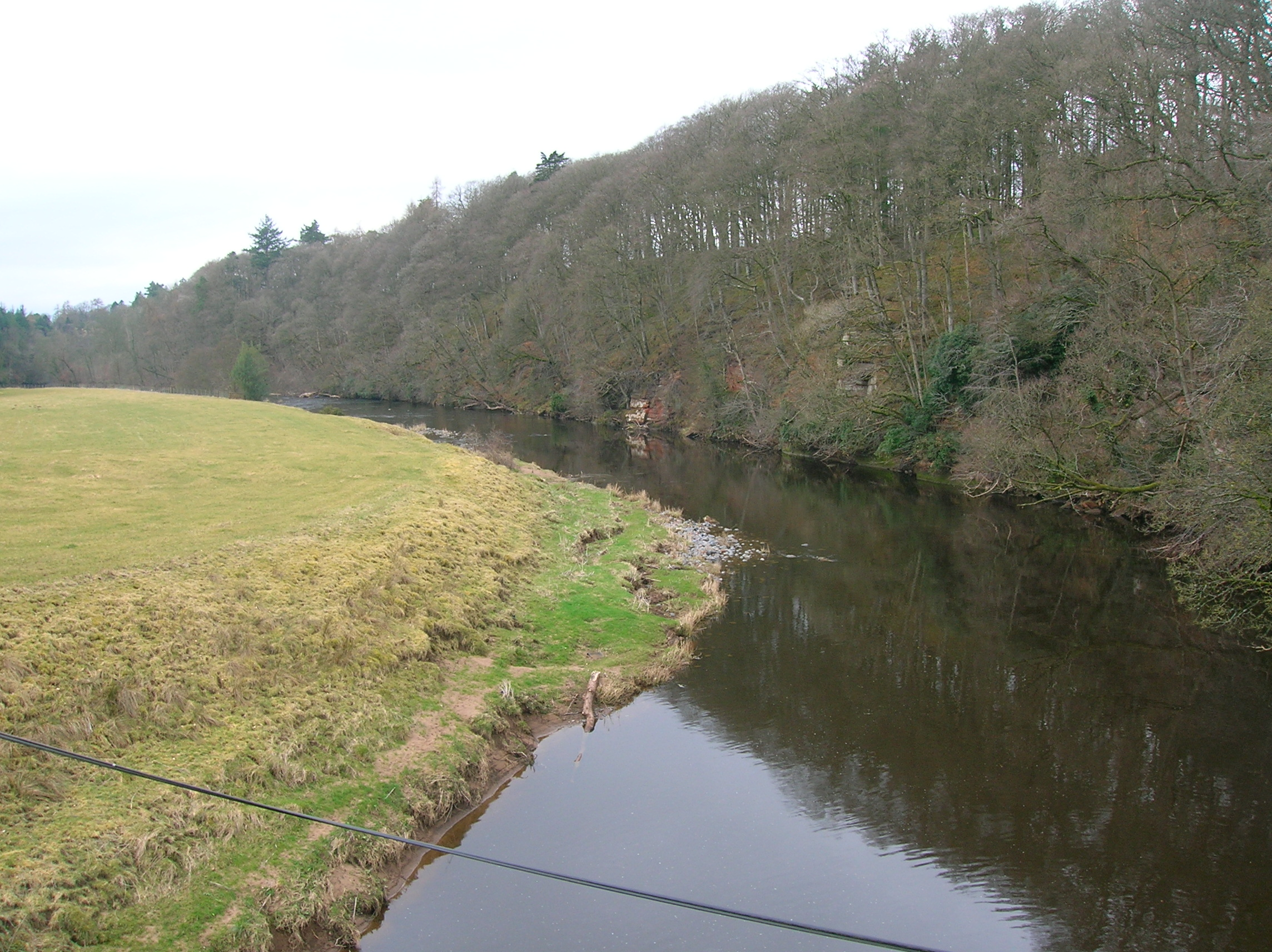
La « River Ayr » où Burns a écrit Man Was Made To Mourne.

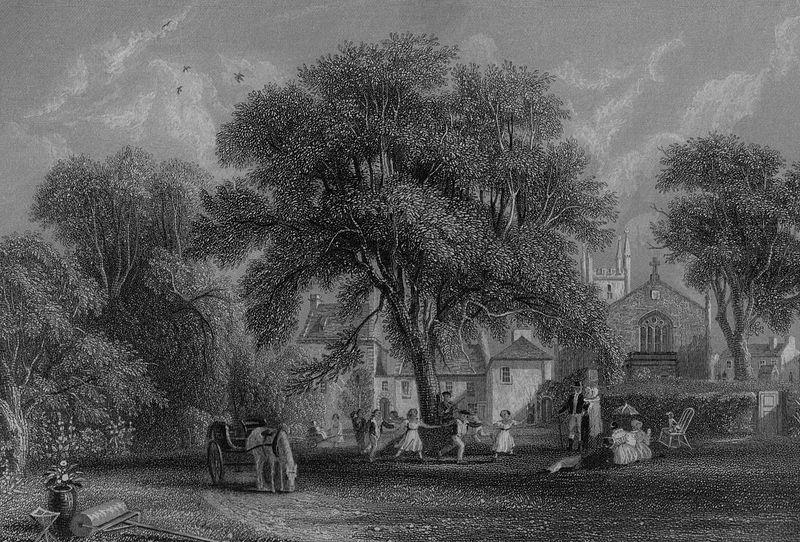
Maison de Gavin Hamilton à Mauchline.

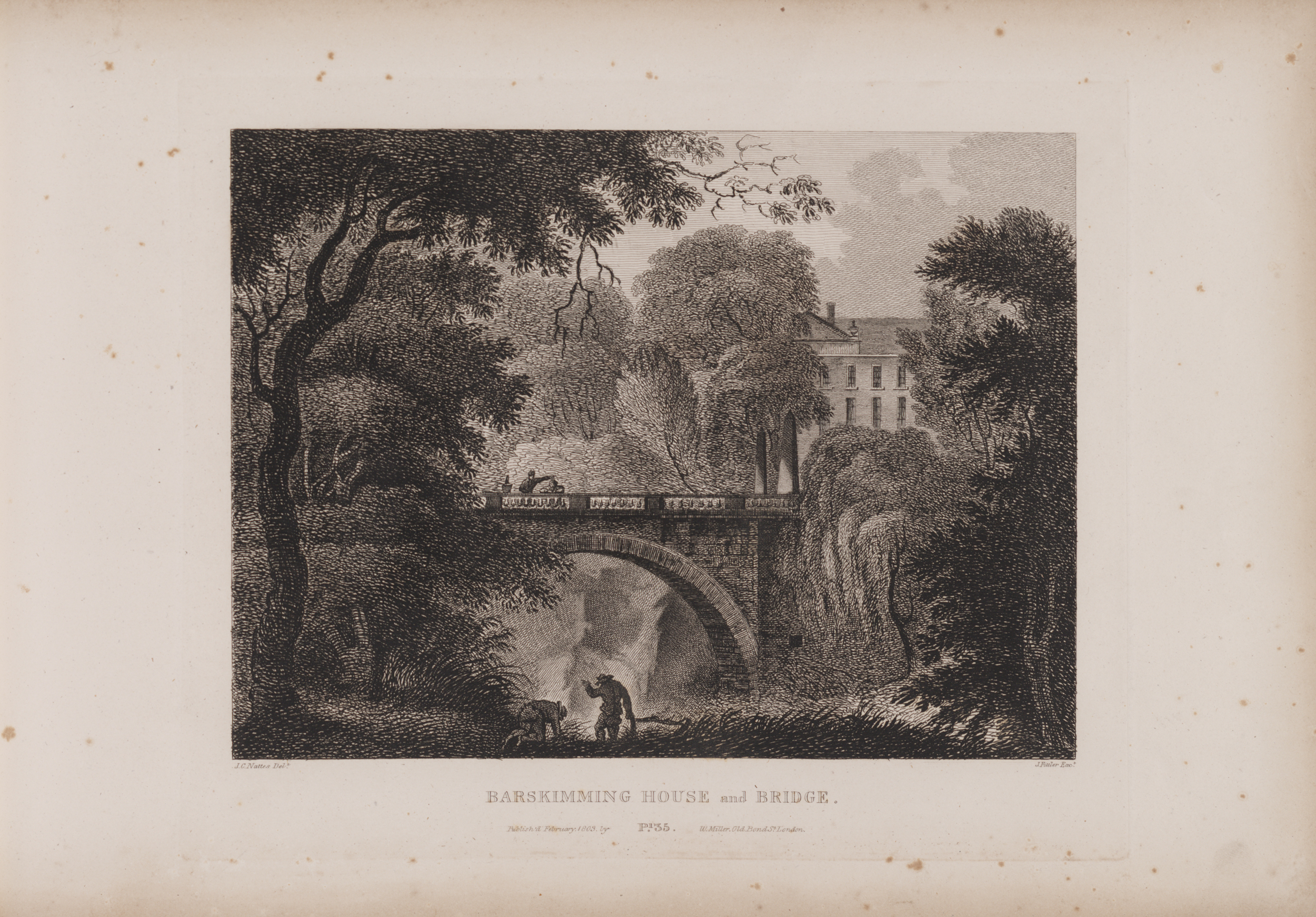
Gravure de « Barskimming House » et pont par John Claude Nattes, vers 1804.

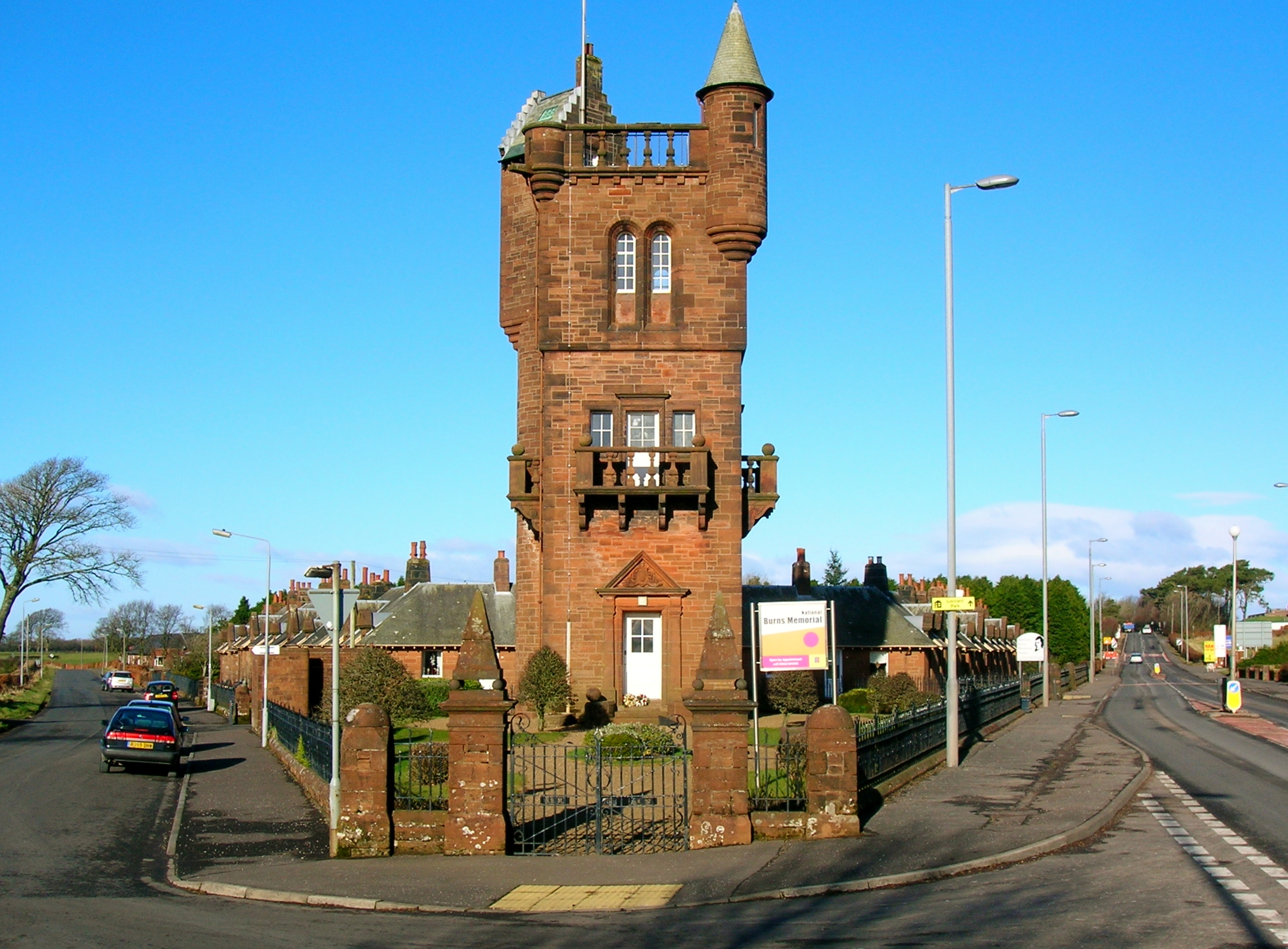
Monument à R. Burns, Mauchline.

Robert Burns, poète national écossais, a vécu dans les environs de « Mossgiel Farm » en 1784. Il y aurait écrit The Holy Fair, To a Mouse, et Holy Willie's Prayer[réf. nécessaire]. Il y pointe l'hypocrisie de l'Église. L'Église était représentée à l'époque par le Rév. William Auld d'Old Helenton, près de Symington, South Ayrshire. Burns se fit beaucoup d'amis (sa femme, Jean Armour était née à Mauchline) mais aussi des ennemis...[réf. nécessaire]

## Cimetière
Dans le cimetière se trouvent un grand nombre des contemporains de Burns, y compris l'homme qui a inspiré "Hollie Willie' (Hollie Fisher). C'est aussi la dernière demeure du dernier meneur du mouvement chartiste, George Julian Harney et du meilleur ami local de Robert Burns, Gavin Hamilton.

## Transports
La gare ferme en 1965, cependant la ligne Glasgow South Western Line est toujours en service. La gare la plus proche se trouve à Auchinleck. Le viaduc de Ballochmyle, sur la River Ayr, au sud de Mauchline, est le plus haut de ce genre en Grande-Bretagne.